# 1573 Väisälä
1573 Väisälä este un asteroid din centura principală, descoperit pe 27 octombrie 1949, de Sylvain Arend.